# Pamela Melroy
Pamela Ann „Pam“ Melroy (* 17. September 1961 in Palo Alto, Kalifornien, USA) ist eine ehemalige amerikanische Astronautin.

## Ausbildung
Da Melroys Vater beim Militär war, verlebte sie zusammen mit ihm, der Mutter und zwei Brüdern ihre Kindheit auf Hawaii, in Illinois und Florida. Nach der Pensionierung von Vater David, ließ sich die Familie in New York nieder. Dort besuchte Melroy zunächst bis 1975 die Saint Louis School, eine kleine katholische Grundschule in Pittsford, und dann die Bishop Kearney High School in Rochester. Nach ihrem Abschluss 1979 studierte sie Physik und Astronomie am Wellesley College in Massachusetts. 1983 schloss sie diese Ausbildung mit einem Bachelor-Titel ab und ging an das Massachusetts Institute of Technology. Dort belegte sie Geo- und Planetenwissenschaften und erreichte 1984 einen Master.
Im Anschluss an ihr Studium trat sie ihren Dienst in der US-Luftwaffe (USAF) an. In Texas wurde sie auf der Reese Air Force Base zur Militärpilotin ausgebildet und war ab 1985 die nächsten sechs Jahre auf der Luftwaffenbasis Barksdale in Louisiana stationiert. Mit Maschinen des Typs KC-10 „Extender“ flog sie Truppentransporte. So war sie im Dezember 1989 an der „Operation Just Cause“ im mittelamerikanischen Panama und ab Herbst 1990 am Zweiten Golfkrieg beteiligt. Insgesamt kann sie auf mehr als 200 Stunden bei Einsätzen auf der KC-10 verweisen – zunächst als Kopilotin, später als Kommandantin und schließlich als Ausbilderin.
Im Juni 1991 begann Melroy eine Ausbildung an der Test Pilot School der USAF in Kalifornien. Anschließend arbeitete sie als Testpilotin auf der C-17 Combined Test Force, die ebenfalls auf der Edwards Air Force Base untergebracht ist, an der Weiterentwicklung des Truppentransporters C-17A „Globemaster III“.

## Astronautentätigkeit
Melroy wollte Astronautin werden, seit sie als junges Mädchen die Apollo-Missionen miterlebte. Zu der Zeit dachte sie, alle Raumfahrer seien zuvor Testpiloten gewesen. Deshalb entschied sie sich für eine Laufbahn in der US-Luftwaffe, um diese als Sprungbrett für eine Raumfahrerkarriere zu nutzen. (Selbst das war erst möglich, als sie in dem Alter war, denn Frauen durften damals keine Militärflieger werden). Nach der High School verpflichtete sie sich. Die USAF finanzierte ihr dann das Studium. Sie hatte noch nie hinter dem Steuerknüppel eines Flugzeugs gesessen, als sie danach ihre Pilotenausbildung in Texas antrat. Alles war neu für sie. Dazu kam, dass sie eine Sondererlaubnis brauchte, um zu fliegen – wegen ihrer zierlichen Statur: Die 162 Zentimeter große Melroy wurde in ein Flugzeug gesteckt und musste probesitzen. Erst als feststand, dass sie zur selben Zeit aus dem Fenster sehen und die Pedale bedienen konnte, erhielt sie die Erlaubnis.
Bei ihrer Bewerbung für die 14. Astronautengruppe der NASA, kam Melroy zwar in die Endrunde, wurde aber doch abgelehnt. Mit der nächsten Auswahl im Dezember 1994 schaffte sie es schließlich. Sie zog von Kalifornien nach Texas und begann im März 1995 mit der einjährigen Grundausbildung zur Shuttle-Pilotin. Unmittelbar danach wurde sie den Unterstützungsmannschaften zugeteilt. Diese sogenannten Support Crews übernehmen wichtige begleitende Maßnahmen während eines Raumfluges.
Seit dem Frühjahr 1998 bereitete sich Melroy auf ihren Jungfernflug als Astronautin vor. Als sie im Oktober 2000 mit STS-92 zur Internationalen Raumstation (ISS) aufbrach, war sie nach Eileen Collins und Susan Still die dritte Pilotin in der Geschichte des Space Shuttle. Sie unterstützte Brian Duffy, den Kommandanten der Mission, und half ihm beim Rendezvous mit der ISS sowie bei der späteren Landung.
Genau zwei Jahre nach ihrem ersten Raumflug, führte sie ihre zweite Mission durch. Sie war die Pilotin von STS-112, das ein großes Bauteil zur ISS brachte und es im Verlauf des Fluges montierte. Da sie auf STS-92 der einzige Neuling unter der siebenköpfigen Crew gewesen war und sich alle bestens um sie gekümmert hatten, hatte sie sich vorgenommen, diesmal die „Frischlinge“ zu betreuen. Deshalb stand sie bereits während der Flugvorbereitung Piers Sellers, Sandra Magnus und dem Russen Fjodor Jurtschichin beratend zur Seite. Außerdem spielte sie eine wichtige Rolle bei den drei Ausstiegen: Sie gab ihren Kollegen (Sellers und Wolf) vom Cockpit aus Instruktionen und achtete auf den Zeitplan.
Als im Februar 2003 der Orbiter Columbia verunglückte, gehörte Melroy dem Columbia Reconstruction Team an und leitete die Suche nach den Überresten der Mannschaftskabine. Bevor sie für ihren nächsten Flug aufgestellt wurde, war sie als Verbindungssprecherin im Kontrollzentrum tätig.
Ab Sommer 2006 bereitete sich Melroy darauf vor, die Mission STS-120 zu leiten. Mit dem Start am 23. Oktober 2007 wurde sie nach Eileen Collins die zweite Frau, die ein Shuttle kommandierte. Als sie zwei Tage später an der ISS ankoppelte, begrüßten sich mit Melroy und ISS-Kommandantin Peggy Whitson erstmals zwei Frauen, die zur gleichen Zeit eine Raumfahrtmission leiteten.
Melroy trat Februar 2007 aus der US-Luftwaffe aus und Juli 2009 aus der NASA.
2021 wurde Melroy in die National Academy of Engineering gewählt.

## Privates
Melroy ist mit Douglas Hollett verheiratet.